# 2022年亞洲運動會中國圍棋隊選拔賽
2022年亞洲運動會圍棋比赛中国队选拔赛

### 男子

#### 2022亚运选拔赛
男队选拔赛分两阶段进行。最新等级分排名前五的棋手（柯洁九段、丁浩九段、辜梓豪九段、芈昱廷九段和杨鼎新九段）直接进入第二阶段。第一阶段15人通过积分编排赛选拔出5人进入第二阶段，第二阶段10人通过单循环赛选拔出6人入选亚运会名单。
| 轮次   | 结果 |
| ------ | --- |
| 第一轮 | 许嘉阳负连笑、柁嘉熹胜党毅飞、范廷钰胜江维杰、谢科胜唐韦星、时越胜谢尔豪、李维清胜陶欣然、李轩豪胜赵晨宇、黄云嵩轮空 |
| 第二轮 | 连笑胜黄云嵩、李轩豪胜李维清、时越负谢科、范廷钰胜柁嘉熹、赵晨宇胜许嘉阳、陶欣然胜谢尔豪、唐韦星负江维杰、党毅飞轮空 |
| 第三轮 | 连笑负范廷钰、谢科负李轩豪、江维杰负柁嘉熹、党毅飞负时越、李维清负赵晨宇、陶欣然负黄云嵩、许嘉阳负唐韦星、谢尔豪轮空 |
| 第四轮 | 李轩豪胜范廷钰、黄云嵩胜时越、赵晨宇负谢科、柁嘉熹负连笑、唐韦星负陶欣然、谢尔豪胜李维清、江维杰胜党毅飞、许嘉阳轮空 |
| 第五轮 | 连笑负李轩豪、范廷钰负谢科、柁嘉熹胜黄云嵩、江维杰胜时越、谢尔豪胜赵晨宇、许嘉阳胜陶欣然、党毅飞胜唐韦星、李维清轮空 |
| 第六轮 | 黄云嵩负李轩豪、谢科负柁嘉熹、谢尔豪胜范廷钰、江维杰负连笑、赵晨宇负陶欣然、时越胜李维清、党毅飞负许嘉阳、唐韦星轮空 |
| 第七轮 | 李轩豪胜谢尔豪、连笑胜谢科、柁嘉熹胜时越、许嘉阳负黄云嵩、陶欣然负江维杰、党毅飞负范廷钰、唐韦星负李维清、赵晨宇轮空 |

- 预赛出线名单：李轩豪九段、连笑九段、柁嘉熹九段、范廷钰九段、谢科九段。

| 轮次  | 结果                                                                             |
| ----- | -------------------------------------------------------------------------------- |
| 第1轮 | 辜梓豪 负 连笑、柁嘉熹 胜 丁浩、范廷钰 胜 李轩豪、芈昱廷 负 谢科、杨鼎新 胜 柯洁 |
| 第2轮 | 辜梓豪 负 柁嘉熹、范廷钰 胜 丁浩、芈昱廷 负 李轩豪、杨鼎新 胜 谢科、柯洁 胜 连笑 |
| 第3轮 | 柁嘉熹 负 连笑、范廷钰 胜 辜梓豪、芈昱廷 胜 丁浩、杨鼎新 胜 李轩豪、柯洁 负 谢科 |
| 第4轮 | 连笑 负 谢科、李轩豪 负 柯洁、丁浩 负 杨鼎新、辜梓豪 胜 芈昱廷、柁嘉熹 负 范廷钰 |
| 第5轮 | 范廷钰 胜 连笑、芈昱廷 胜 柁嘉熹、杨鼎新 负 辜梓豪、柯洁 胜 丁浩、谢科 负 李轩豪 |
| 第6轮 | 连笑 负 李轩豪、丁浩 负 谢科、辜梓豪 胜 柯洁、柁嘉熹 负 杨鼎新、范廷钰 胜 芈昱廷 |
| 第7轮 | 芈昱廷 胜 连笑、杨鼎新 负 范廷钰、柯洁 胜 柁嘉熹、谢科 负 辜梓豪、李轩豪 胜 丁浩 |
| 第8轮 | 连笑 负 丁浩、辜梓豪 负 李轩豪、柁嘉熹 胜 谢科、范廷钰 负 柯洁、芈昱廷 负 杨鼎新 |
| 第9轮 | 杨鼎新 负 连笑、柯洁 胜 芈昱廷、谢科 负 范廷钰、李轩豪 负 柁嘉熹、丁浩 负 辜梓豪 |

- 范廷钰、柯洁、杨鼎新、辜梓豪、李轩豪、柁嘉熹入选2022亚运会中国国家围棋队。

#### 2023亚运选拔赛
重新选抜第一阶段李钦诚、杨楷文、赵晨宇、芈昱廷四人拿到第二阶段的入场券；他们与直接进入第二阶段的范廷钰九段、柯洁九段、辜梓豪九段、杨鼎新九段、李轩豪九段、柁嘉熹九段（2022亚运选拔赛入选选手）展开单循环赛，最终选拔出6人入选2023亚运会名单。比赛在浙江天台进行。
| 日期    | 轮次   | 结果                                                                                   |
| ------- | ------ | -------------------------------------------------------------------------------------- |
| 5月12日 | 第一轮 | 杨鼎新 胜 芈昱廷、范廷钰 负 辜梓豪、赵晨宇 胜 柯洁、柁嘉熹 负 李轩豪、李钦诚 胜 杨楷文 |
| 5月12日 | 第二轮 | 芈昱廷 胜 杨楷文、李轩豪 负 李钦诚、柯洁 负 柁嘉熹、辜梓豪 负 赵晨宇、杨鼎新 胜 范廷钰 |
| 5月13日 | 第三轮 | 范廷钰 负 芈昱廷、赵晨宇 负 杨鼎新、柁嘉熹 负 辜梓豪、李钦诚 负 柯洁、杨楷文 负 李轩豪 |
| 5月15日 | 第四轮 | 芈昱廷 胜 李轩豪、柯洁 负 杨楷文、辜梓豪 负 李钦诚、杨鼎新 胜 柁嘉熹、范廷钰 胜 赵晨宇 |
| 5月15日 | 第五轮 | 赵晨宇 胜 芈昱廷、柁嘉熹 负 范廷钰、李钦诚 负 杨鼎新、杨楷文 胜 辜梓豪、李轩豪 负 柯洁 |
| 5月16日 | 第六轮 | 芈昱廷 负 柯洁、辜梓豪 负 李轩豪、杨鼎新 负 杨楷文、范廷钰 负 李钦诚、赵晨宇 负 柁嘉熹 |
| 5月17日 | 第七轮 | 柁嘉熹 负 芈昱廷、李钦诚 胜 赵晨宇、杨楷文 胜 范廷钰、李轩豪 负 杨鼎新、柯洁 负 辜梓豪 |
| 5月17日 | 第八轮 | 芈昱廷 负 辜梓豪、杨鼎新 胜 柯洁、范廷钰 胜 李轩豪、赵晨宇 胜 杨楷文、柁嘉熹 负 李钦诚 |
| 5月18日 | 第九轮 | 李钦诚 负 芈昱廷、杨楷文 负 柁嘉熹、李轩豪 负 赵晨宇、柯洁 胜 范廷钰、辜梓豪 负 杨鼎新 |

最终杨鼎新、李钦诚、赵晨宇、芈昱廷、杨楷文、柯洁出线。

### 女子

#### 2022亚运选拔赛
女队选拔赛分两阶段进行。14人中，最新等级分排名前四的棋手直接进入第二阶段。第一阶段10人通过积分编排赛选拔出4人进入第二阶段，第二阶段8人通过双循环赛选拔出4人入选亚运会名单。
- 女子直接进本赛：於之莹七段 周泓余六段 王晨星五段 陆敏全六段

| 轮次   | 赛果                                                                                 |
| ------ | ------------------------------------------------------------------------------------ |
| 第一轮 | 方若曦 负 李赫、芮乃伟 胜 王爽、陈一鸣 胜 唐嘉雯、赵奕斐 负 汪雨博、李小溪 负 吴依铭 |
| 第二轮 | 吴依铭 负 陈一鸣、汪雨博 负 芮乃伟、李赫 负 李小溪、唐嘉雯 胜 赵奕斐、王爽 胜 方若曦 |
| 第三轮 | 芮乃伟 负 陈一鸣、李赫 胜 王爽、唐嘉雯 胜 李小溪、汪雨博 胜 吴依铭、方若曦 胜 赵奕斐 |
| 第四轮 | 陈一鸣 胜 汪雨博、唐嘉雯 负 李赫、吴依铭 胜 芮乃伟、李小溪 负 方若曦、赵奕斐 胜 王爽 |
| 第五轮 | 李赫 负 陈一鸣、方若曦 负 芮乃伟、汪雨博 负 唐嘉雯、王爽 负 吴依铭、赵奕斐 胜 李小溪 |
| 第六轮 | 陈一鸣 胜 赵奕斐、吴依铭 胜 唐嘉雯、芮乃伟 胜 李赫、汪雨博 负 方若曦、李小溪 胜 王爽 |

- 预赛出线名单：陈一鸣四段、芮乃伟九段、吴依铭三段、李赫五段

| 轮次   | 赛果                                                                   |
| ------ | ---------------------------------------------------------------------- |
| 第1轮  | 陆敏全 负 李赫、陈一鸣 负 吴依铭、王晨星 负 於之莹、周泓余 胜 芮乃伟   |
| 第2轮  | 吴依铭 胜 王晨星、李赫 胜 芮乃伟、於之莹 胜 周泓余、陆敏全 负 陈一鸣   |
| 第3轮  | 陈一鸣 负 李赫、王晨星 负 陆敏全、周泓余 负 吴依铭、芮乃伟 负 於之莹、 |
| 第4轮  | 於之莹 胜 李赫、吴依铭 胜 芮乃伟、陆敏全 胜 周泓余、陈一鸣 胜 王晨星   |
| 第5轮  | 王晨星 胜 李赫、周泓余 胜 陈一鸣、芮乃伟 负 陆敏全、於之莹 负 吴依铭   |
| 第6轮  | 吴依铭 负 李赫、陆敏全 负 於之莹、陈一鸣 负 芮乃伟、王晨星 负 周泓余、 |
| 第7轮  | 於之莹 胜 陈一鸣、王晨星 胜 芮乃伟、李赫 胜 周泓余、吴依铭 负 陆敏全、 |
| 第8轮  | 陆敏全 胜 李赫、陈一鸣 负 吴依铭、王晨星 胜 於之莹、周泓余 胜 芮乃伟   |
| 第9轮  | 李赫 负 芮乃伟、於之莹 胜 周泓余、吴依铭 胜 王晨星、陆敏全 胜 陈一鸣   |
| 第10轮 | 陈一鸣 负 李赫、王晨星 负 陆敏全、周泓余 胜 吴依铭、芮乃伟 胜 於之莹   |
| 第11轮 | 李赫 胜 於之莹、芮乃伟 胜 吴依铭、周泓余 胜 陆敏全、陈一鸣 胜 王晨星   |
| 第12轮 | 吴依铭 负 於之莹、周泓余 胜 陈一鸣、芮乃伟 负 陆敏全、王晨星 胜 李赫   |
| 第13轮 | 吴依铭 负 李赫、陆敏全 负 於之莹、陈一鸣 负 芮乃伟、王晨星 负 周泓余   |
| 第14轮 | 周泓余 胜 李赫、芮乃伟 胜 王晨星、於之莹 胜 陈一鸣、吴依铭 胜 陆敏全   |

- 於之莹、周泓余、李赫、陆敏全四人成功出线。

#### 2023亚运选拔赛
4月16日，2023年国家围棋队亚运会选拔赛女子组首阶段比赛在浙江衢州战罢；方若曦、吴依铭、唐嘉雯、汪雨博晋级第二轮。她们将与直接晋级第二阶段赛的於之莹、周泓余、陆敏全、李赫进行双循环赛，最终决出四人入选亚运会名单。
在浙江天台泰和开元名都大酒店进行
| 日期    | 轮次   | 赛果                                                                                           |
| ------- | ------ | ---------------------------------------------------------------------------------------------- |
| 5月21日 | 第一轮 | 於之莹七段胜李赫五段、周泓余七段胜方若曦五段、陆敏全六段胜汪雨博四段、吴依铭四段胜唐嘉雯四段   |
| 5月21日 | 第二轮 | 於之莹胜周泓余、李赫五段胜唐嘉雯四段、陆敏全六段胜吴依铭四段、方若曦五段胜汪雨博五段           |
| 5月22日 | 第三轮 | 汪雨博 胜 周泓余、吴依铭 胜 方若曦、李赫 胜 陆敏全、於之莹 胜 唐嘉雯。                         |
| 5月23日 | 第四轮 | 周泓余 负 唐嘉雯、陆敏全 负 於之莹、方若曦 负 李赫、汪雨博 负 吴依铭                           |
| 5月23日 | 第五轮 | 吴依铭 胜 周泓余、李赫 负 汪雨博、於之莹 胜 方若曦、唐嘉雯 负 陆敏全                           |
| 5月25日 | 第六轮 | 周泓余 负 陆敏全、方若曦 负 唐嘉雯、汪雨博 负 於之莹、吴依铭 胜 李赫                           |
| 5月25日 | 第七轮 | 李赫 负 周泓余、於之莹 胜 吴依铭、唐嘉雯 负 汪雨博、陆敏全 负 方若曦                           |
| 5月26日 | 第8轮  | 方若曦 胜 周泓余、汪雨博 胜 陆敏全、吴依铭 胜 唐嘉雯、李赫 胜 於之莹                           |
| 5月27日 | 第9轮  | 於之莹 负 周泓余、李赫 负 唐嘉雯、吴依铭 负 陆敏全、汪雨博 胜 方若曦                           |
| 5月27日 | 第10轮 | 周泓余 胜 汪雨博、方若曦 负 吴依铭、陆敏全 负 李赫、唐嘉雯 胜 於之莹                           |
| 5月29日 | 第11轮 | 於之莹七段胜陆敏全六段、唐嘉雯四段胜周泓余七段、吴依铭四段胜汪雨博五段、李赫五段胜方若曦五段。 |
| 5月29日 | 第12轮 | 吴依铭四段胜周泓余七段、於之莹七段负方若曦五段、唐嘉雯四段胜陆敏全六段、汪雨博五段胜李赫五段   |
| 5月30日 | 第13轮 | 陆敏全 负 周泓余、唐嘉雯 胜 方若曦、於之莹 胜 汪雨博、李赫 负 吴依铭                           |
| 5月30日 | 第14轮 | 周泓余 负 李赫、吴依铭 负 於之莹、汪雨博 胜 唐嘉雯、方若曦 胜 陆敏全                           |

最终於之莹、吴依铭、汪雨博分列前三，成功入选亚运女队；而李赫与唐嘉雯大小分相同并列第四，她们于5月31日上午九点半进行加赛，李赫获得最后一个女队名额。